# Federazione cestistica degli Stati Federati di Micronesia
La Federazione cestistica degli Stati Federati di Micronesia è l'ente che controlla e organizza la pallacanestro negli Stati Federati di Micronesia.
La federazione controlla inoltre la nazionale di pallacanestro degli Stati Federati di Micronesia. Ha sede ad Chuuk e l'attuale presidente è Jim Tobin.
È affiliata alla FIBA dal 1986 e organizza il campionato di pallacanestro degli Stati Federati di Micronesia.